# Буркун лікарський
Бурку́н лі́карський або буркун жовтий (Melilotus officinalis (L.) Pall.) — рослина роду буркунів (Melilotus), родини бобових (Fabaceae). Дворічна трав'яниста рослина 60-150 см заввишки.

## Походження назви
Назва роду утворена від двох латинських слів, одне з яких означає «мед», а друге є римською назвою конюшини. Видова назва у перекладі з латинської — «аптечна», «лікарська» (дана рослині за цілющі властивості).

## Морфологічна характеристика

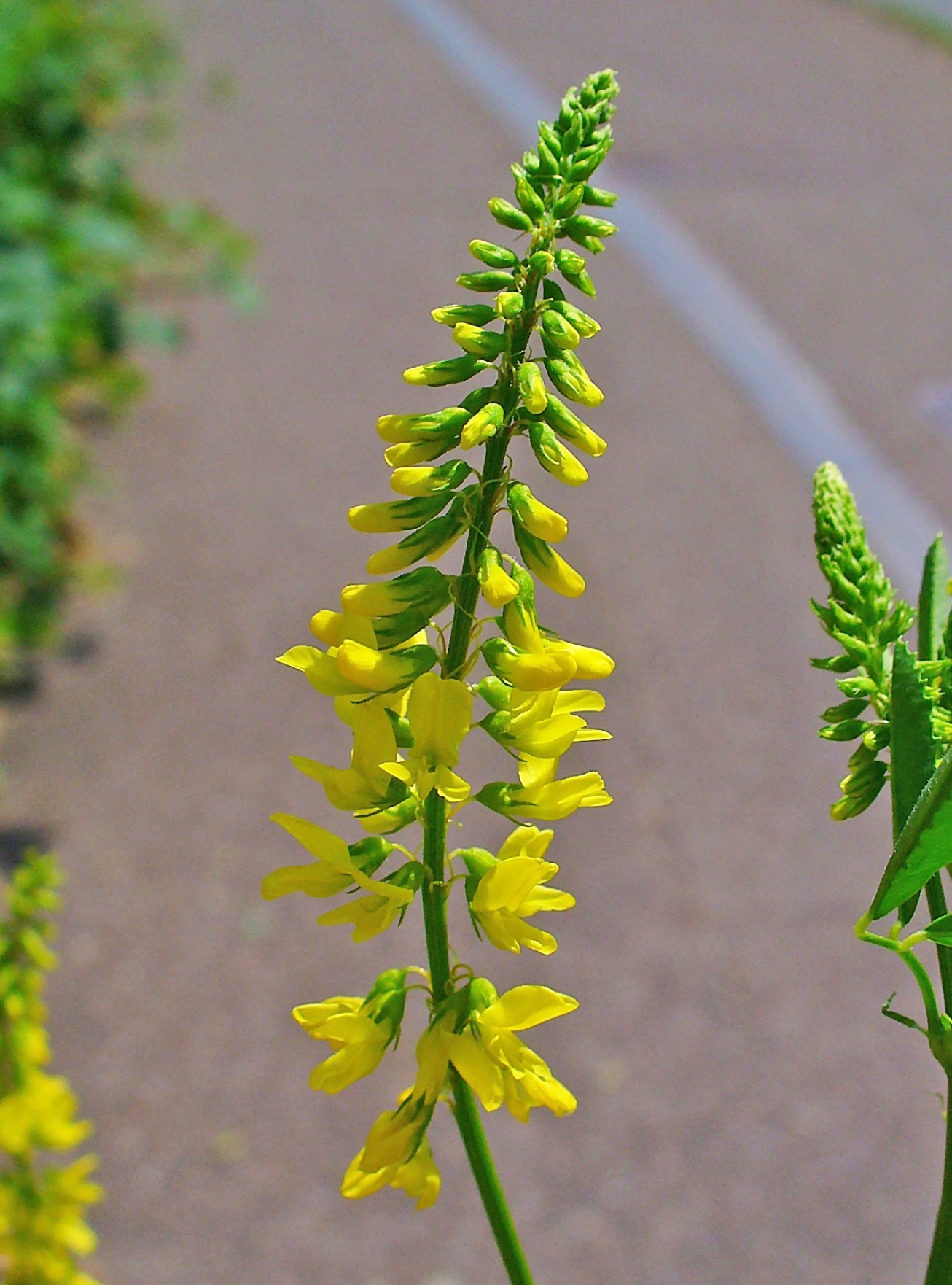
Суцвіття буркуну лікарського

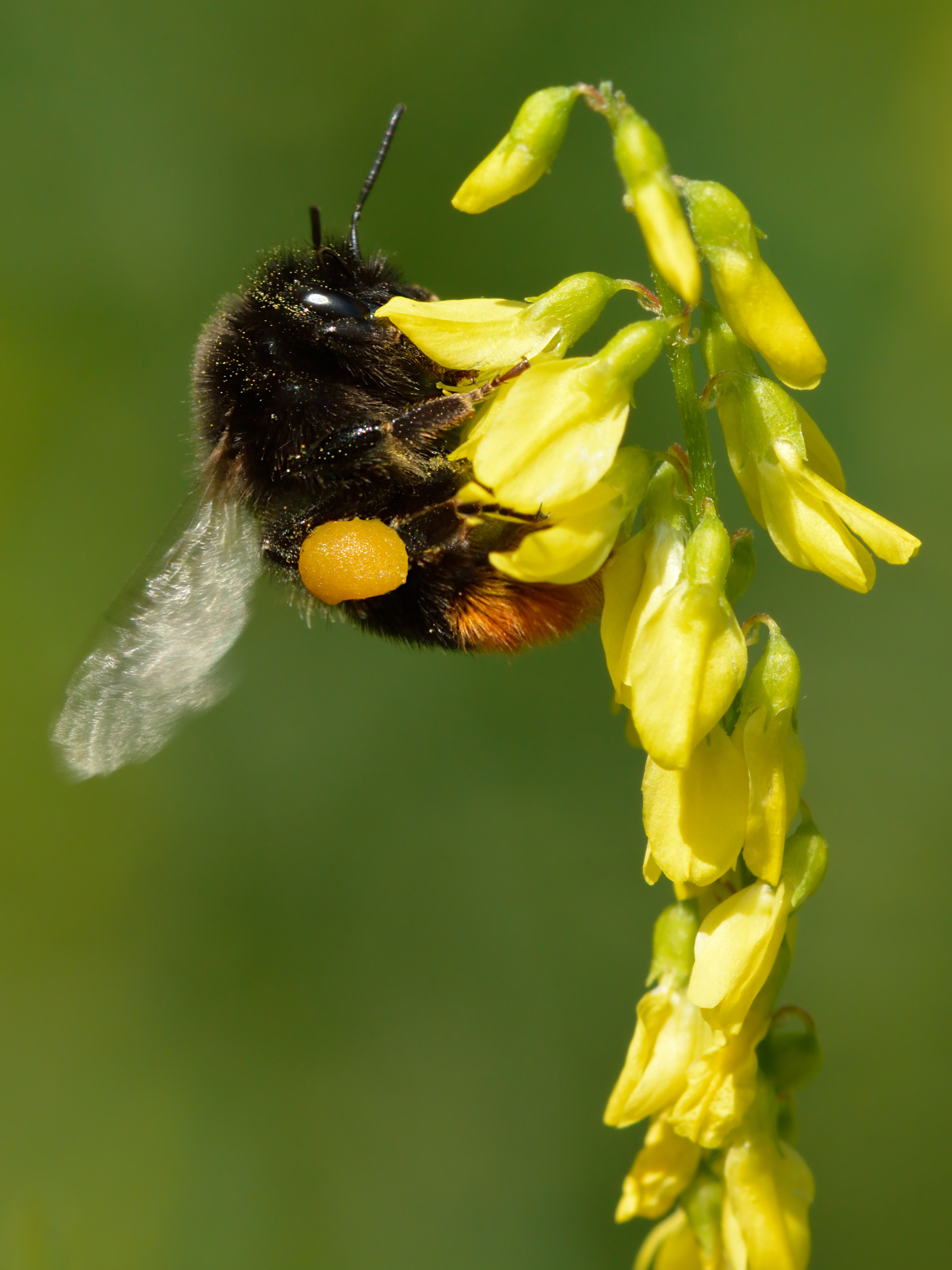

Висока розгалужена рослина з черговими трійчастими листками, дрібнозубчастими з країв. Середній листочок з черешком, бічні — майже сидячі. З пазів листків виходять гілки з довгими багатоквітковими пазушними китицями з дрібних жовтих запашних квіток (пахнуть кумарином — сіном); біля основи листка є два шилоподібні прилистки. Чашечка дзвоникувата. Андроцей двобратній. Цвіте з червня до вересня. Плід — одно-, двонасінний біб, який достигає у серпні — вересні.
Листки буркуну присмерком або перед дощем піднімаються догори і складаються. Це сприяє зменшенню випромінювання внутрішнього тепла рослини і, очевидно, є захистом від небажаного підвищення вологості повітря біля продихів. Квітки запилюються джмелями.

## Поширення та середовище існування
Росте на перелогах, схилах, уздовж доріг, на пустищах, засмічених місцях, толоках, у ярах, на межах, у канавах, на парових полях.
По всій Україні, де місцями утворює зарості, на Північному Кавказі і в Поволжі.

## Господарське значення
Буркун — медоносна, ефіроолійна і лікарська рослина.
Чай з напару квіток буркуна п'ють при грудних хворобах. Квітки буркуна в невеликих дозах входять у різні грудні суміші лікарських рослин. На селах сухі розтерті квітки буркуна додавалися для аромату до тютюну. Використовують траву, квітки. Препарати буркуну мають відхаркувальну, пом'якшувальну, седативну, знеболювальну, протизапальну, вітрогінну, антикоагулянтну, протисудомну, кардіотонічну та діуретичну дію.
Застосування: настій трави — при стенокардії й тромбозі коронарних судин. Трава входить до складу лікувальних сумішей при бронхіті, туберкульозі легень, болях у шлунку, набряках, ревматизмі, наривах, пухлинах суглобів тощо. Сировина йде на виготовлення зеленого витяжного пластиря, входить до складу кардіопротекторного засобу «Кардіофіт». У народній медицині використовують при кашлі, мігрені, безсонні, гіпертонії, клімактеричних розладах, хворобах яєчників, запаленнях молочних залоз, як засіб, що стимулює виділення молока у матерів-годувальниць. Зовнішньо — для компресів, примочок при фурункулах, герпесі, тріщинах заднього проходу, для пом'якшення та розсмоктування затвердінь, абсцесів; мазь — при простуді і порізах. Настій квіток на олії прискорює, дозрівання фурункулів.
Використовується для засівання золоотвалів Трипільської ТЕС, з метою недопущення вивітрювання золи і утворення пилових бурь.

### Хімічний склад рослини
Трава містить кумарини, ефірну олію, похідні пурину, ліпоїди, білок (понад 17%), органічні кислоти.

### У харчуванні
Молоде листя та суміш сухого листя й суцвіття рекомендовані для вітамінних салатів, супів, окрошок, приправ, компотів.
У багатьох місцевостях молоде потовщене коріння буркуна вживають у вареному або смаженому вигляді як замінник картоплі. Збирають ще не загрубілі корені однорічних рослин.
На Кавказі їдять сирі та варені молоді корені буркуну.